# Uncharted (seria)
Uncharted – seria przygodowych gier akcji przedstawionych z perspektywy trzeciej osoby, w których gracz wciela się w postać podróżnika i poszukiwacza skarbów Nathana Drake’a. Główna seria na PlayStation 3 została wyprodukowana przez amerykańskie studio Naughty Dog, natomiast Złota Otchłań i Pogoń za fortuną na PlayStation Vita zostały stworzone przez Bend Studios. Wydawcą i dystrybutorem gier z serii Uncharted jest Sony Computer Entertainment. W grach wykorzystano różne wersje autorskiego silnika (Naughty Dog Game Engine), modelowanie świata fizycznego odbywa się dzięki silnikowi Havok.
Seria została zapoczątkowana w 2007 roku przez Uncharted: Fortuna Drake’a, gdzie Nathan Drake poszukiwał skarbów ze słynnego zaginionego miasta El Dorado. W 2009 roku wydano kontynuację zatytułowaną Uncharted 2: Pośród złodziei, w której protagonista poszukuje ukrytej pod Tybetem krainy Shambala, aby zapobiec zdobyciu przez radzieckiego zbrodniarza buddyjskiego szafiru Ćintamani. W wieńczącej trylogię części trzeciej, Uncharted 3: Oszustwo Drake’a, Nathan przemierzał pustynię Rub' al Khali w poszukiwaniu miasta z islamskich wierzeń – Iremu – w czym przeszkadzała mu tajemnicza sekta. W prequelu serii, czyli Złota Otchłań rozwiązuje zagadkę tajemniczej śmierci hiszpańskich konkwistadorów poszukujących 400 lat temu w środkowej Panamie mitycznej Złotej Otchłani. W książce Uncharted: The Fourth Labirynth bohater wpada na trop legendarnego labiryntu stworzonego przez Dedala. W 2016 roku wydano Uncharted 4: Kres złodzieja, w której Nathan Drake wraz z bratem Samem poszukuje Libertalii oraz ukrytego w niej skarbu pirata Henry’ego Avery’ego. W 2017 roku ukazało się także samodzielne rozszerzenie do czwartej części serii zatytułowane Uncharted: Zaginione dziedzictwo, w którym Chloe Frazer – przyjaciółka Nathana – wyrusza na wyprawę do Indii i próbuje odnaleźć starożytny artefakt.
Gry z serii Uncharted zostały bardzo dobrze przyjęte w mediach. Najwięcej nagród – ponad 200 tytułów Gry Roku – oraz najlepsze średnie ocen w agregatorach uzyskała część druga. W czerwcu 2015 roku Sony Computer Entertainment ogłosiło, że sprzedało 21 000 000 egzemplarzy gier z serii. Dzięki dużej popularności gier powstały także: turowa komputerowa gra karciana Uncharted: Pogoń za fortuną, seria komiksów DC Comics, animowane komiksy Uncharted: Eye of Indra do kupienia w PlayStation Store, a w 2022 roku ukazał się pełnometrażowy film fabularny.

## Gry z serii

### Uncharted: Fortuna Drake’a
Pierwsza gra komputerowa z serii, Uncharted: Fortuna Drake’a, została zapowiedziana podczas prezentacji Sony na targach E3 2006 w Los Angeles. Jednak jej tytuł ujawniono dopiero w lutym 2007 roku. Europejska premiera gry odbyła się 7 grudnia 2007 roku, czyli prawie trzy tygodnie po amerykańskiej. Gra opiera się na kilku rodzajach rozgrywki: wymianach ognia z wykorzystaniem systemu osłon, walce wręcz, sekcjach platformowych polegających na wspinaczce, przeskakiwaniu pomiędzy półkami skalnymi lub budynkami, czy interakcji z otoczeniem oraz rozwiązywaniu zagadek podsuwanych w dzienniku gracza. Ponadto w grze występują etapy, podczas których gracz ma okazję sterować skuterem wodnym oraz działem przeciwpancernym zamontowanym na jeepie. Do sierpnia 2012 roku gra sprzedała się w łącznym nakładzie 4,25 mln egzemplarzy.

### Uncharted 2: Pośród złodziei
We wrześniu 2008 roku, na łamach francuskiego magazynu „PlayStation 3 Magazine”, wiceprezes studia Naughty Dog Christopher Balestra poinformował o pracach nad kontynuacją pierwszej części. W grudniu 2008 roku ujawniono podtytuł gry – Among Thieves – oraz opublikowano pierwszy zwiastun. Gra została wydana 16 października 2009 roku w Europie w pełnej polskiej wersji językowej, w której głosu głównej postaci użyczył Jarosław Boberek. Rozgrywka była jeszcze bardziej widowiskowa niż w poprzedniej części i utrzymywała szybkie tempo akcji: bohater kilkukrotnie ucieka przed ostrzeliwującym go śmigłowcem bądź czołgiem, jest zmuszony przeskakiwać pomiędzy jadącymi po górskich drogach Tybetu ciężarówkami oraz wraz ze swoją przyjaciółką Eleną dogonić samochodem terenowym pociąg, w którym jest pod ciągłym ostrzałem wrogów. W pozycji wprowadzono tryby rozgrywek wieloosobowych, w których gracze mogą zarówno współzawodniczyć, jak i współpracować przeciwko postaciom sterowanym przez komputer. Ponadto wydano cztery dodatki DLC rozbudowujące możliwości gry wieloosobowej. Do grudnia 2011 roku Sony Computer Entertainment sprzedało 4,9 miliona egzemplarzy gry.

### Uncharted 3: Oszustwo Drake’a
9 grudnia 2010 roku serwis „Entertainment Weekly” zapowiedział Uncharted 3: Oszustwo Drake’a w materiale opublikowanym na wyłączność, a dwa dni później gra została oficjalnie zapowiedziana na wydarzeniu Spike Video Game Awards. Światowa premiera odbyła się 1 listopada 2011 roku, a europejska dzień później. W rozgrywce, tak jak w poprzednich częściach, postawiono na fabularność i ciągłą, wartką akcję: bohater ma okazję wskoczyć w pełnym galopie na ciężarówki, aby rozprawić się z przeciwnikami, czy uczestniczyć w katastrofie samolotu na środku pustyni. Wprowadzono także możliwość pływania i nurkowania przez głównego bohatera. Rozbudowie w stosunku do poprzednich części uległa także sztuczna inteligencja przeciwników, ponadto potrafią oni wykonać wszystkie czynności, które wykonuje główny bohater. Rozbudowie uległa też rozgrywka wieloosobowa: dodano nowe tryby, mapy, postaci, bronie, przedmioty, wprowadzono kopy medalowe oraz tzw. Buddy System (system koleżeński). Wraz z jednym z uaktualnień wprowadzono system turniejowy wyłaniający co tydzień najlepszych graczy. Gra doczekała się ogromnego wsparcia ze strony studia tworzącego serię – wydano wiele darmowych aktualizacji oraz mnóstwo płatnych dodatków typu DLC. Zaoferowano także usługę Fortune Hunters’ Club, dzięki której gracz otrzymywał wszystkie DLC w niższej cenie. W dniu premiery sprzedano 3,8 mln sztuk gry Uncharted 3: Oszustwo Drake’a na całym świecie, co uczyniło ją grą o największej i najszybszej sprzedaży w całej serii.

### Uncharted: Złota Otchłań
2 czerwca 2011 roku firma Sony Computer Entertainment zapowiedziała, jako jeden z tytułów startowych na PlayStation Vita, spin-off serii pt. Uncharted: Złota Otchłań. Gra została wydana 17 grudnia 2011 roku w Japonii i 22 lutego 2012 roku w Europie. W przeciwieństwie do poprzednich części serii była tworzona przez Bend Studios. Sposób rozgrywki nie różni znacząco od tej przedstawionej w poprzednich częściach. Zmianie uległo natomiast sterowanie, które zmieniono pod kątem możliwości technicznych PlayStation Vita umożliwiając wykorzystanie ekranu dotykowego i czujnika ruchu. Gra nie posiada trybów rozgrywki wieloosobowej, jednak zawiera dużo więcej zagadek logicznych niż inne gry z serii.

### Uncharted: Pogoń za fortuną
19 listopada 2012 roku oficjalnie zapowiedziano Uncharted: Pogoń za fortuną na europejskim blogu PlayStation. Jest to turowa komputerowa gra karciana z elementami gry przygodowej i akcji wyprodukowana przez Bend Studio we współpracy z One Loop Games oraz Naughty Dog. Podstawą rozgrywki jest tworzenie drużyny składającej się z postaci bohaterów oraz czarnych charakterów z serii Uncharted, reprezentowanych przez karty frakcji, a następnie wykorzystanie jej do walki z przeciwnikiem. Przewagę można będzie zyskać m.in. dzięki wzmocnieniu bohaterów kartami zasobów i losu. Istnieje opcja powiązania Uncharted: Pogoń za fortuną z Uncharted: Złota Otchłań. Dzięki temu artefakty znajdywane w drugiej pozycji umożliwią odblokowanie odpowiadających im kart w grze karcianej.

### Uncharted: Kolekcja Nathana Drake’a
4 czerwca 2015 roku oficjalnie zapowiedziano tytuł Uncharted: Kolekcja Nathana Drake’a (ang. Uncharted: The Nathan Drake Collection) na konsolę PlayStation 4, za które odpowiedzialne jest studio Bluepoint Games. Jest to zbiorcze wydanie trzech pierwszych części serii Uncharted wydanych w latach 2007–2011 na konsolę PlayStation 3. Gry zawierają tylko kampanie dla pojedynczego gracza i zostały pozbawione trybów rozgrywki wieloosobowej. Każda z gier będzie wyświetlana w 60 kl./s w rozdzielczości 1080p (w pierwotnej wersji na PlayStation 3 gry były wyświetlane w 30 kl./s w rozdzielczości 720p), będzie miała zaimplementowane nowe trofea, trzy nowe poziomy trudności (Explorer Mode, Speed Run Mode, Brutal Difficulty) oraz oferować będzie lepsze oświetlenie, tekstury, modele i ulepszenia w rozgrywce. Do kolekcji dołączany będzie kod na wersję beta trybu rozgrywki wieloosobowej Kres złodzieja. Osoby, które zamówią pakiet gier przed premierą otrzymają dodatkowe modele postaci oraz złote bronie AK-47 i 92FS. Dodatkowo zamawiający grę w PlayStation Store otrzymają dynamiczny motyw Uncharted: Nathan Drake Collection dla konsoli PlayStation 4. Premiera pakietu gier przewidziana jest na 7 października 2015 roku w Europie oraz 9 października w Ameryce Północnej. 29 września 2015 roku w PlayStation Store udostępniono demo The Nathan Drake Collection. Zawiera ono etap rozgrywający się w ogarniętym wojną Nepalu z drugiej części serii.
The Nathan Drake Collection zajmuje 44,46 GB miejsca na dysku.

### Uncharted 4: Kres złodzieja
Została zapowiedziana podczas konferencji z okazji premiery konsoli PlayStation 4 w listopadzie 2013 roku. Na E3 2014 twórcy ujawnili jej podtytuł i ogłosili, że premiera odbędzie się w 2015 roku tylko na konsoli PlayStation 4. W grudniu 2014 roku podczas PlayStation Experience po raz pierwszy zaprezentowano rozgrywkę. Kilka dni później ogłoszono, że gra jest priorytetem dla studia. W marcu 2015 roku przełożono datę premiery gry na wiosnę 2016 roku z powodu chęci maksymalnego dopracowania gry. Akcja gry rozgrywa się m.in. na Madagaskarze, gdzie Nathan Drake poszukuje legendarnego miasta Libertalia. Gra cechuje się mniejszą liniowością i bardziej otwartymi etapami w stosunku do poprzednich części serii. Jest także dojrzalsza i bardziej skupia się na bohaterach.

### Uncharted: Fortune Hunter
Z okazji premiery Kresu Złodzieja na urządzeniach mobilnych z systemem Android oraz iOS zadebiutował spin-off serii będący grą logiczną. Gra została zatytułowana Uncharted: Fortune Hunter. Gracz steruje Nathanem poruszającym się po mapach składających się z kwadratowych pól oraz manipuluje elementami otoczenia w celu dotarcia do wyznaczonego celu. Postać może zbierać skarby, aktywować różnorakie mechanizmy oraz musi unikać pułapek w celu przetrwania.

### Uncharted: Zaginione dziedzictwo
3 grudnia 2016 roku podczas imprezy PlayStation Experience został zapowiedziany pierwszy samodzielny dodatek do gry Uncharted 4: Kres złodzieja. Rozszerzenie zostało zatytułowane Uncharted: Zaginione dziedzictwo i skupia się na wydarzeniach rozgrywających się po zakończeniu czwartej części serii. Główną bohaterką gry jest Chloe Frazer, która próbuje odnaleźć starożytny artefakt. W trakcie rozgrywki bohaterka przemierza wiele podziemnych lokacji oraz opuszczone grobowce. Gra miała swoją premierę 22 sierpnia 2017 roku.

### Uncharted: Kolekcja „Dziedzictwo złodziei”
W 2021 roku zapowiedziano, że w produkcji znajduje się Uncharted: Kolekcja „Dziedzictwo złodziei”, czyli pakiet gier Uncharted 4: Kres złodzieja i Uncharted: Zaginione dziedzictwo na konsolę PlayStation 5 oraz PC. Wersja na konsolę Sony zadebiutowała 28 stycznia 2022 roku, natomiast porty na komputery osobiste 19 października 2022 roku. Gry w wersji na PlayStation 5 zawierają trzy tryby działania: Fidelity Mode (4K i 30 kl./s), Performance Mode (60 kl./s) oraz Performance+ Mode (1080p i 120 kl./s), a także skrócone czasy ładowania, dźwięk przestrzenny oraz wykorzystują możliwości kontrolera DualSense. Port na komputery osobiste tworzony jest przez studio Iron Galaxy.

### Wydania zbiorcze
6 września 2011 roku Uncharted: Fortuna Drake’a oraz Uncharted 2: Among Thieves zostały wydane w zestawie Uncharted Greatest Hits Dual Pack zawierającym obie gry. Natomiast w listopadzie 2011 roku, po premierze trzeciej części serii, został wydany zestaw Uncharted: Trylogia, zawierający wszystkie z trzech głównych części serii Uncharted.

### Crossover z Fortnite
Przy okazji premiery filmu Uncharted w grze Fortnite Battle Royale pojawił się crossover z bohaterami serii Uncharted. Gracze otrzymali skórki Nathana Drake'a oraz Chloe Frazer w wersjach z gry oraz filmu, nowe akcesoria m.in. specjalne kilofy inspirowane serią, a także nowe wyzwania polegające na poszukiwaniu skarbów.

## Inne adaptacje

### Film
Po premierze Pośród złodziei producent filmowy Avi Arad poinformował, że współpracuje z Sony nad realizacją filmu Uncharted. Produkcję filmu potwierdziła także wytwórnia filmowa Columbia Pictures, jednak na chwilę obecną nie ujawniono wielu szczegółów. Produkcją zajmą się Avi Arad, Charles Roven, Ari Arad i Alex Gartner. Początkowo film miał reżyserować David O. Russell, następnie Neil Burger, jednakże obaj zrezygnowali. Nathana Drake’a miał zagrać Mark Wahlberg, jednak podobnie jak Russell i Burger nie weźmie udziału w produkcji. Scenariusz napisał Kyle Ward, jednak w celu jego modyfikacji, w sierpniu 2012 roku zatrudniono Marianne i Cormaca Wibberly, czyli scenarzystów biorących udział m.in. w tworzeniu filmu Skarbu narodów.
W maju 2017 roku ogłoszono, że Nathana Drake'a zagra Tom Holland. W listopadzie 2019 roku poinformowano, że rolę Victora Sullivana otrzymał Mark Wahlberg. Natomiast w marcu 2020 roku zatrudniono także Antonio Banderasa, Sophia Ali oraz Tati Gabrielle. Premiera filmu ma odbyła się 11 lutego 2022 roku.

### Książka
Uncharted: The Fourth Labyrinth to książka napisana przez Christophera Goldena, opisująca jedną z przygód Nathana Drake’a, który wyruszył na poszukiwania tytułowego legendarnego labiryntu stworzonego przez Dedala. Została wydana przez amerykańskie wydawnictwo Del Rey Books 4 października 2011 roku.

### Komiksy
Uncharted #1-6 to seria sześciu komiksów publikowanych tylko w języku angielskim przez DC Comics pomiędzy 30 listopada 2011 roku a 25 kwietnia 2012 roku. Autorem dialogów jest Joshua Williamson, natomiast rysunków Sergio Sandoval. Każdy z komiksów ma 32 strony.
Uncharted: Eye of Indra to składający się z czterech odcinków animowany komiks. Został wydany na PlayStation Store. Premiera pierwszego odcinka odbyła się 22 października 2009 roku, drugiego 22 listopada 2009, natomiast trzeciego i czwartego 4 grudnia 2009 roku.

## Główni bohaterowie

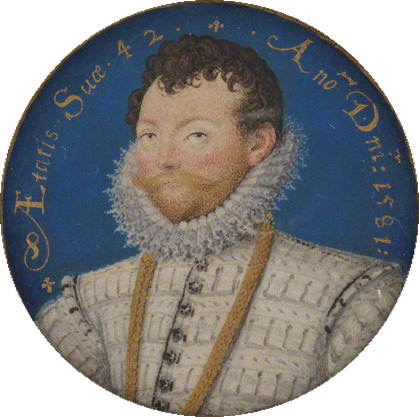
Sir Francis Drake, 1581

Główni bohaterowie występujący w grach komputerowych z serii Uncharted:
- Nathan Drake – postać sterowana przez gracza w kampaniach dla pojedynczego gracza. Jest amerykańskim poszukiwaczem skarbów, potomkiem sławnego podróżnika i korsarza sir Francisa Drake’a. Jego matka popełniła samobójstwo, gdy był dzieckiem, a ojciec oddał go do katolickiego sierocińca, gdzie wychowywał się u sióstr zakonnych. W oryginalnej wersji językowej głosu użyczył mu Nolan North[69][70][71], natomiast w polskiej wersji językowej Jarosław Boberek[13][72]. Pojawił się we wszystkich grach, książkach i komiksach z serii z wyjątkiem Uncharted: Zaginione dziedzictwo oraz w bijatyce PlayStation All-Stars Battle Royale jako jeden z zawodników[73].
- Victor „Sully” Sullivan – najlepszy przyjaciel i mentor Nate’a, jest doświadczonym badaczem i utalentowanym naciągaczem. Pojawił się we wszystkich komiksach, książce oraz grach poza produkcją dostępną z poziomu przeglądarki internetowej – Uncharted: Drake's Trail, oraz dodatkiem Uncharted: Zaginione dziedzictwo. W oryginalnej wersji językowej głosu użyczył mu Richard McGonagle[69][70][71], natomiast w polskiej wersji językowej Andrzej Blumenfeld[13][72].
- Elena Fisher – żona Nathana, amerykańska dziennikarka, która zrobiła karierę po nakręceniu reportażu z przygód, które przeżyła wraz z Drakiem oraz Sullivanem w Uncharted: Fortuna Drake’a. W oryginalnej wersji językowej głosu użyczyła jej Emily Rose[69][70][71], natomiast w polskiej wersji językowej Izabella Bukowska[13][72]. Wystąpiła we wszystkich grach oprócz Uncharted: Złota Otchłań i Uncharted Zaginione dziedzictwo. W komiksie pojawiła się jako nieznana Nathanowi i Sullivanowi dziennikarka z programu telewizyjnego.
- Chloe Frazer – australijska, doświadczona poszukiwaczka przygód, sojuszniczka Nathana. W oryginalnej wersji językowej głosu użyczyła jej Claudia Black[69][70][71], natomiast w polskiej wersji językowej Anna Gajewska[13][72]. Pojawiła się w Uncharted 2: Pośród złodziei, Uncharted 3: Oszustwo Drake’a, Uncharted: Pogoń za fortuną, Uncharted: Zaginione dziedzictwo oraz komiksie opublikowanym przez DC Comics.

## Chronologia
Chronologia gier, książek i komiksów z serii Uncharted:
- Uncharted (komiks DC Comics)
- Uncharted: Złota Otchłań
- Uncharted: The Fourth Labyrinth
- Uncharted: Eye of Indra
- Uncharted: Drake's Trail
- Uncharted: Fortuna Drake’a
- Uncharted 2: Pośród złodziei
- Uncharted 3: Oszustwo Drake’a
- Uncharted 4: Kres złodzieja
- Uncharted: Zaginione dziedzictwo

## Soundtrack
Ścieżkę dźwiękową trylogii Uncharted na PlayStation 3 skomponował amerykański kompozytor Greg Edmonson, natomiast Złotej Otchłani Clint Bajakian.
- Soundtrack Uncharted: Fortuna Drake’a
- Soundtrack Uncharted 2: Pośród złodziei
- Soundtrack Uncharted 3: Oszustwo Drake’a
- Soundtrack Uncharted: Złota Otchłań

## Odbiór serii
| Gra                                     | GameRankings | Metacritic             |
| --------------------------------------- | ------------ | ---------------------- |
| Uncharted: Fortuna Drake’a              | 89,70%       | 88/100                 |
| Uncharted 2: Pośród złodziei            | 96,41%       | 96/100                 |
| Uncharted 3: Oszustwo Drake’a           | 91,76%       | 92/100                 |
| Uncharted: Złota Otchłań                | 80,32%       | 80/100                 |
| Uncharted: Pogoń za fortuną             | 66,00%       | 67/100                 |
| Uncharted: The Nathan Drake Collection  | 86,05%       | 87/100                 |
| Uncharted: Fortune Hunter               | 80,00%       | 77/100                 |
| Uncharted 4: Kres złodzieja             | 92,71%       | 93/100                 |
| Uncharted: Zaginione dziedzictwo        | 86,05%       | 87/100                 |
| Uncharted: Legacy of Thieves Collection | brak         | PS5: 87/100 PC: 88/100 |

Wszystkie gry z serii były bardzo dobrze przyjęte przez krytyków branży gier komputerowych, o czym świadczą wyniki w agregatorach GameRankings i Metacritic. 
Uncharted: Fortuna Drake’a było zachwalane głównie za grafikę, oświetlenie, animacje postaci i wody, muzykę i voice acting oraz fabułę. Natomiast krytykowano grę za długość rozgrywki i brak dalszych wyzwań po ukończeniu głównego wątku fabularnego. Uncharted: Fortuna Drake’a otrzymała wiele nagród, m.in. serwis IGN przyznał jej: 2007 PS3 Game Of The Year, 2007 Best Graphics Technology, 2007 Best Action Game, 2007 Best Story oraz 2007 Best Original Score. 
Kontynuacja, czyli Uncharted 2: Pośród złodziei zebrała jeszcze lepsze noty od krytyków, którzy uznali ją za arcydzieło i jedną z najlepszych gier w historii. Zachwalany był każdy aspekt gry, który recenzenci doceniali w pierwszej części, a do nich dołączyły takie elementy jak tryb rozgrywki wieloosobowej, jeszcze większe tempo akcji oraz polski dubbing. Tylko pojedynczy recenzenci obniżali lekko ocenę za liniowość czy też ostatnią walkę z bossem, która nie wszystkim przypadła do gustu. Poza tym gra zdobyła ponad 300 nagród, w tym ponad 200 tytułów Gry Roku 2009 w prestiżowych magazynach i portalach o grach komputerowych oraz 41 maksymalnych ocen w agregatorach Metacritic i GameRankings. 
Uncharted 3: Oszustwo Drake’a także była określana jako arcydzieło, jednak otrzymała „tylko” 23 maksymalne oceny. Recenzenci zachwalali wszystkie elementy, które doceniono w poprzednich częściach, a także m.in. walkę wręcz nawet z kilkunastoma wrogami, w której oprócz zadawania ciosów pięściami i robienia uników bohater może używać elementów otoczenia do walki oraz chwytać wrogów. Niższa średnia ocen w agregatorach spowodowana jest uznaniem przez część krytyków za powielanie tego, co można było ujrzeć w poprzedniej części. Produkcja otrzymała także sporo nagród, serwis IGN przyznał jej m.in. PS3 Game of the Year, Best PS3 Graphics oraz Best PS3 Sound. Ponadto w kategoriach przyznawanych przez czytelników Uncharted 3 zdobyło większość dostępnych nagród. 
Gorzej oceniany był spin-off serii, czyli Uncharted: Złota Otchłań. Grę zachwalano za dopracowanie technologiczne, pomysły na wykorzystanie funkcji konsoli PlayStation Vita, sterowanie oraz dubbing (zarówno oryginalny, jak i polski). Krzysztof Gonciarz stwierdził, że gra oferuje najlepszą grafikę spośród tytułów dostępnych w dniu premiery na przenośną konsolę Sony. Krytykowano ją natomiast za dużą liczbę strzelanin kosztem sekcji przygodowych, banalne zagadki, małe zróżnicowanie etapów, a nawet fabułę. 
Najgorzej ocenianą grą w serii jest należące do gatunku turowych komputerowych gier karcianych Pogoń za fortuną.

### Sprzedaż
Do 12 kwietnia 2012 roku według źródeł Sony Computer Entertainment sprzedano 17 320 000 egzemplarzy gier z serii Uncharted. Natomiast według organizacji VGChartz sprzedaż poszczególnych gier z serii przedstawia się następująco:
| Tytuł gry                              | Sprzedaż w Ameryce Północnej | Sprzedaż w Europie | Sprzedaż w Japonii | Sprzedaż w pozostałych krajach | Ogólna sprzedaż |
| -------------------------------------- | ---------------------------- | ------------------ | ------------------ | ------------------------------ | --------------- |
| Uncharted: Fortuna Drake’a             | 2 320 000                    | 1 730 000          | 120 000            | 800 000                        | 4 970 000       |
| Uncharted 2: Pośród złodziei           | 3 280 000                    | 2 220 000          | 210 000            | 1 020 000                      | 6 640 000       |
| Uncharted 3: Oszustwo Drake’a          | 2 770 000                    | 2 810 000          | 190 000            | 1 060 000                      | 6 830 000       |
| Uncharted: Złota Otchłań               | 530 000                      | 710 000            | 130 000            | 250 000                        | 1 620 000       |
| Uncharted: The Nathan Drake Collection | 2 420 000                    | 2 040 000          | 100 000            | 900 000                        | 5 460 000       |
| Uncharted 4: Kres złodzieja            | 4 360 000                    | 3 780 000          | 200 000            | 1 640 000                      | 9 980 000       |
| Uncharted: Zaginione dziedzictwo       | 450 000                      | 1 160 000          | 40 000             | 300 000                        | 1 950 000       |
| Suma                                   | 16 130 000                   | 14 450 000         | 990 000            | 5 970 000                      | 37 540 000      |

W czerwcu 2015 roku Sony ogłosiło, że gry z serii Uncharted sprzedały się w 21 milionach egzemplarzy, a w grudniu 2017 roku, że w ponad 41 milionach.